# 小沼勝
小沼 勝（こぬま まさる、1937年12月30日 - 2023年1月22日）は、日本の映画監督。

## 経歴
1937年12月30日、北海道小樽市に生まれる。都立新宿高等学校を経て1961年、日本大学芸術学部映画学科を卒業し、日活に助監督として入社する。
1971年、『花芯の誘い』で映画監督デビューを果たす。以後、40本以上の日活ロマンポルノの作品を手がけた。耽美的な作風でSM物を得意とする。
1974年『花と蛇』での原作改変が原作者の団鬼六を激怒させ、その後は団原作ではないSM映画を数多く撮った。数年後には団とも和解して団原作映画も撮るようになっている。
ロマンポルノ以外では日本テレビ系『火曜サスペンス劇場』など、サスペンスドラマ作品の演出を手掛けたこともあった。
2001年、『NAGISA』が第51回ベルリン国際映画祭のキンダーフィルムフェスト部門にてグランプリを受賞する。
2023年1月22日午後2時44分、肺炎のため東京都内の病院で死去。85歳没。

## フィルモグラフィー
特記なき作品は監督のみ。

### 映画
- 花芯の誘い（1971年）
- ラブハンター 熱い肌（1972年）
- 雨のヘッドライト（1972年）
- 隠し妻（1972年）
- 妻三人 狂乱の夜（1972年）
- 昼下りの情事 古都曼陀羅 （1973年）
- 色情旅行 香港慕情（1973年）
- 女教師 甘い生活（1973年）
- 白い娼婦 花芯のたかまり（1974年）
- ロスト・ラブ あぶら地獄（1974年）
- 花と蛇（1974年）
- 生贄夫人（1974年）
- レズビアンの世界 恍惚（1975年）
- 女教師 少年狩り（1975年）
- 大江戸 （秘）おんな医者あらし（1975年）
- 修道女ルナの告白（1976年）
- 濡れた壺（1976年）
- 犯される（1976年）
- 花芯の刺青 熟れた壺（1976年）
- OL官能日記 あァ!私の中で（1977年）
- 性と愛のコリーダ（1977年）
- 夢野久作の少女地獄（1977年）
- 貴婦人縛り壺（1977年）
- さすらいの恋人 眩暈（1978年）
- 金曜日の寝室（1978年）
- 時には娼婦のように（1978年）
- 泉大八の女子大生の金曜日（1979年）
- Mr. ジレンマン 色情狂い（1979年）
- 団鬼六 少女縛り絵図（1980年）
- 山の手夫人 性愛の日々（1980年）
- 妻たちの性体験 夫の眼の前で、今…（1980年）
- 見せたがる女（1981年）
- あそばれる女（1981年）
- 悪女群団（1981年）
- 奴隷契約書（1982年）
- 軽井沢夫人（1982年）
- 縄と乳房（1983年）
- ブルーレイン大阪（1983年）
- 女囚 檻（1983年）
- ファイナル・スキャンダル 奥様はお固いのがお好き（1983年）
- スチュワーデス・スキャンダル 獣のように抱きしめて（1984年）
- 柔肌色くらべ（1984年）
- 箱の中の女 処女いけにえ（1985年）
- いんこう（1986年）
- ベッド・イン（1986年）
- 輪舞（1988年）
- 箱の中の女2（1988年）
- NAGISA（2000年）
- サディスティック&マゾヒスティック（2001年） - 出演
- 女はバス停で服を着替えた（2002年）

### オリジナルビデオ
- ドラフト（1991年）
- 雀鬼 裏麻雀勝負! 20年間無敗の男（1992年）
- 蕾のルチア（1992年）
- 雀鬼2 白刃を背に（1993年）
- 雀鬼3 治外法権麻雀（1994年）
- XX ダブルエックス 美しき狩人（1994年）
- 雀鬼4 麻雀代理戦争（1994年）
- 雀鬼5 完結篇 ひとりだけの引退試合（1995年）
- 快楽殺人女捜査官 囮（1996年）
- 雀鬼外伝 東海道麻雀無宿（1996年）
- 真・雀鬼（1998年）
- 真・雀鬼2 麻雀無法地帯（1999年）

### テレビドラマ
- 大江戸捜査網 1（1970年10月3日 - 1971年9月25日、東京12チャンネル）※助監督[10]
- 愛の装飾（1980年1月19日 - 2月23日、毎日放送） - 第5、6話
- 土曜ワイド劇場（テレビ朝日）
  - 「幻の女」（1981年9月12日）
  - 「偽りの花嫁」（1982年5月29日）
  - 「誰もが信じられない!」（1983年6月11日）
  - 「妻という名の他人」（1984年5月12日）
  - 「オフィス妻のさけび」（1985年5月25日）
  - 「津軽・青森ロマンチック殺人街道」（1989年3月4日）
- 月曜ワイド劇場（テレビ朝日）
  - 「ガラスの家の暴力少女」（1984年6月4日）
  - 「死体持参花嫁事件」（1985年7月8日）
  - 「姑公認未公認、二人の女の妻芝居」（1986年8月25日）
- 木曜ゴールデンドラマ「不倫 この愛が裁けますか」（1984年7月12日、読売テレビ）
- 火曜サスペンス劇場（日本テレビ）
  - 「わが娘が消えた夜」（1985年7月30日）
  - 「冷たいのがお好き」（1987年4月14日）
  - 「再会・殺意の方程式」（1988年12月6日）
- 木曜ドラマストリート「花嫁の父」（1985年12月12日、フジテレビ）
- 金曜ロードショー「天と地と　黎明編」（1990年4月20日、日本テレビ）
- 現代推理サスペンス「ブルーレディに熱い夢」（1990年12月3日、関西テレビ）
- 月曜・女のサスペンス「寝台特急出羽号　赤い爪痕の女」（1991年12月16日、テレビ東京）
- 旅情サスペンス「恋敵」（1992年5月18日、関西テレビ）

## 著書
- 小沼勝『わが人生 わが日活ロマンポルノ』国書刊行会、2012年。ISBN 978-4-336-05518-7。

## 小沼勝を題材とする創作作品
- 『R★P ロマンポルノ』てしろぎたかし、久麻當郎著、ICE。関係者や日活への取材をもとにした”実録”マンガ。[11]